# Оте (Сома)
Оте (фр. Autheux) насеље је и општина у североисточној Француској у региону Пикардија, у департману Сома која припада префектури Амјен.
По подацима из 2011. године у општини је живело 118 становника, а густина насељености је износила 14,27 становника/km². Општина се простире на површини од 8,27 km². Налази се на средњој надморској висини од 148 метара (максималној 161 m, а минималној 77 m).

## Демографија
| 1962. | 1968. | 1975. | 1982. | 1990. | 1999. | 2011. |
| ----- | ----- | ----- | ----- | ----- | ----- | ----- |
| 144   | 116   | 114   | 104   | 106   | 108   | 118   |

График промене броја становника у току последњих година